# Leandro Higo
Leandro Higo Licena Pinto (Mossoró, 19 de janeiro de 1989) é um lutador brasileiro de artes marciais mistas e era o campeão e detentor do cinturão do peso-galo do RFA, até a organização fundir-se com o Legacy Fighting Championship.

## Background
Higo nasceu em Mossoró, Rio Grande do Norte. Ele começou a lutar em 2006, e venceu sua estreia profissional com uma finalização no segundo round. Higo, então, participou de vários eventos locais, e montou um cartel de 13-2, incluindo oito vitórias por finalização. Higo lutou no CEF 7, em Maceió, Alagoas, e venceu por finalização com um mata-leão no segundo round. Após esta última vitória, ele teve diversas lutas canceladas, por não bater o peso, por adversários não baterem o peso, lesões de adversários e outros motivos desconhecidos, e conseguiu uma vaga para participar do The Ultimate Fighter: Brasil 4.

### TUF Brasil 4
Higo foi um dos 12 lutadores peso-galo selecionados para participar do reality show. Nas eliminatórias, Leandro "Pitbull" Higo derrotou Maycon "Boca" Silvan por finalização (katagatame) no primeiro round.
Com a vitória, ele foi o segundo escolhido da equipe de Anderson Silva/Rodrigo Minotauro. Sua próxima luta foi anunciada, contra Bruno Rodrigues. Leandro Higo não estava passando bem durante os treinamentos do Time Nogueira devido a sobrecarga dos treinamentos. Ele se emocionou ao conseguir bater o seu peso na casa, após sofrer muito. Na luta, Bruno Rodrigues derrotou Leandro Higo por finalização (mata-leão) no primeiro round.
Giovanni Soldado, um dos participantes no peso-galo, adoeceu e teve que abandonar o reality, então Dana White ofereceu a vaga de Soldado ao lutador do Time Nogueira, Leandro Higo, que perdera para Bruno Rodrigues no episódio anterior, e Higo aceitou. Ele lutaria contra Matheus Mattos, porém, acusou uma lesão nas costelas em sua luta anterior, e acabou cedendo o seu espaço para Reginaldo Vieira, pois não conseguiria se recompor até o dia da luta. Assim, teve que desistir do sonho de ser campeão da edição.

### Resurrection Fighting Alliance
Meses após sair do TUF Brasil 4, Higo assinou com a RFA. Fez sua estreia no RFA 29, contra Terrion Ware, em 21 de agosto de 2015. Em um combate no peso-galo que tinha uma alta expectativa de entretenimento, a promessa brasileira, Leandro Higo, finalizou Terrion Ware com um mata-leão aos 04:58 do terceiro round.
Higo fez a luta principal do RFA 32, enfrentando Melvin Blumer, em 6 de novembro de 2015. O brasileiro Leandro Higo mostrou mãos pesadas e acrescentou à sua série de vitórias um nocaute sensacional no primeiro round em cima do lutador da casa, Blumer. O soco devastador abalou a multidão no interior do Mystic Lake Hotel Casino em um silêncio profundo, encerrando o 32º evento do Resurrection Fighting Alliance.
Higo teve a chance de lutar pelo cinturão peso-galo vago da RFA no RFA 37, contra Joey Miolla , em 15 de abril de 2016. A luta ocupou o evento co-principal, e a exportação dos Irmãos Pitbull, Leandro Higo, ganhou o cinturão vago dos galos da RFA, deixando Joey Miolla inconsciente com um mata-leão no primeiro round. Miolla cedeu aos 2:07 do primeiro round, encerrando sua série de oito vitórias consecutivas.
Em 13 de janeiro de 2017, Higo enfrentou o ex-campeão peso-galo do Legacy Fighting Championship, Steven Peterson, no evento principal do LFA 1, valendo a unificação do cinturão peso-galo da nova organização, já que o LFC e o RFA foram unidos em uma só organização, o LFA. Higo venceu por decisão unânime e ganhou o cinturão peso-galo inaugural do LFA.

## Cartel do MMA
| Cartel no MMA   |             |            |
| 19 lutas        | 17 vitórias | 2 derrotas |
| Por nocaute     | 3           | 1          |
| Por finalização | 10          | 0          |
| Por decisão     | 4           | 1          |

| Res.    | Cartel | Oponente               | Método                               | Evento                                  | Data       | Round | Tempo | Local                                  | Notas |
| ------- | ------ | ---------------------- | ------------------------------------ | --------------------------------------- | ---------- | ----- | ----- | -------------------------------------- | --- |
| Vitória | 20-5   | Ricky Bandejas         | Finalização (mata leão)              | Bellator 249                            | 15/10/2020 | 2     | 2:32  | Uncasville, Connecticut,.              | Luta em Peso Casado (139 lbs); Não bateu o peso.                                                                 |
| Vitória | 19-5   | Shawn Bunch            | Finalização (guilhotina)             | Bellator 228                            | 28/09/2019 | 2     | 4:34  | Inglewood, California.                 | |
| Derrota | 18-5   | Aaron Pico             | Nocaute Técnico (cotovelada e socos) | Bellator 206: Mousasi vs. MacDonald     | 29/09/2018 | 1     | 3:19  | San José, Califórnia                   | |
| Derrota | 18-4   | Darrion Caldwell       | Finalização (guilhotina)             | Bellator 195: Caldwell vs. Higo         | 02/03/2018 | 1     | 2:36  | Thackerville, Oklahoma                 | Pelo Cinturão Peso Galo do Bellator.                                                                             |
| Vitória | 18-3   | Joe Taimanglo          | Decisão (unânime)                    | Bellator 184: Dantas vs. Caldwell       | 06/10/2017 | 3     | 5:00  | Thackerville, Oklahoma.                | |
| Derrota | 17-3   | Eduardo Dantas         | Decisão (unânime)                    | Bellator 177                            | 17/04/2017 | 3     | 5:00  | Budapest                               | Estreia no Bellator; Luta não válida pelo cinturão; Peso Casado.                                                 |
| Vitória | 17-2   | Steven Peterson        | Decisão (unânime)                    | LFA 1: Peterson vs. Higo                | 13/01/2017 | 5     | 5:00  | Dallas, Texas                          | Ganhou o cinturão peso-galo inaugural do LFA e unificou o cinturão peso-galo do RFA e cinturão peso-galo do LFC. |
| Vitória | 16-2   | Joey Miolla            | Finalização técnica (mata leão)      | RFA 37 - Viana vs. Clark                | 15/04/2016 | 1     | 2:07  | Sioux Falls, Dakota do Sul             | Ganhou o cinturão peso-galo vago do RFA.                                                                         |
| Vitória | 15-2   | Melvin Blumer          | Nocaute Técnico (socos)              | RFA 32 - Blumer vs. Higo                | 06/11/2015 | 1     | 2:58  | Prior Lake, Minnesota                  | |
| Vitória | 14-2   | Terrion Ware           | Finalização (mata leão)              | RFA 29 - USA vs. Brazil                 | 21/08/2015 | 3     | 4:58  | Sioux Falls, Dakota do Sul             | |
| Vitória | 13-2   | Eduardo Souza          | Finalização (mata leão)              | CEF - Coliseu Extreme Fight 7           | 06/09/2013 | 2     | 2:33  | Maceió, Alagoas                        | |
| Vitória | 12-2   | Antônio Araujo         | Finalização (mata leão)              | Arena Fight 5 - Higo vs. Pedreira       | 18/01/2013 | 1     | 2:42  | Tibau, Rio Grande do Norte             | |
| Vitória | 11-2   | Alex Silva             | Decisão (unânime)                    | CKC - Conquista Kombat Championship     | 17/11/2012 | 3     | 5:00  | Vitória da Conquista, Bahia            | |
| Vitória | 10-2   | Janailson Kevin        | Finalização (mata leão)              | Fort MMA 2 - Higo vs. Kevin             | 27/07/2012 | 2     | 4:04  | Mossoró, Rio Grande do Norte           | |
| Derrota | 9-2    | Iliarde Santos         | Decisão (unânime)                    | Jungle Fight 38                         | 28/04/2012 | 3     | 5:00  | Belém, Pará                            | |
| Vitória | 9-1    | Erinaldo Rodrigues     | Decisão (unânime)                    | WFE 11 - Platinum                       | 16/12/2011 | 3     | 5:00  | Salvador, Bahia                        | |
| Vitória | 8-1    | Wagner Campos          | Decisão (unânime)                    | WFE 10 - Platinum                       | 16/09/2011 | 3     | 5:00  | Salvador, Bahia                        | |
| Derrota | 7-1    | Marcos Vinicius        | Nocaute Técnico (desistência)        | RFC - Recife Fighting Championship 2    | 20/05/2010 | 2     | 3:58  | Recife, Pernambuco                     | |
| Vitória | 7-0    | Dudu Dudu              | Nocaute (soco)                       | NF - Nocaute Fight                      | 24/03/2010 | 1     | 3:05  | Alto do Rodrigues, Rio Grande do Norte | |
| Vitória | 6-0    | Gleidson Alves Martins | Finalização (triângulo de braço)     | Guamare - Fight 1                       | 10/03/2009 | 1     | 1:45  | Guamaré, Rio Grande do Norte           | |
| Vitória | 5-0    | Arivaldo Silva         | Nocaute (soco)                       | NFVT - Nordeste Fight Vale Tudo 4       | 05/07/2008 | 1     | 4:12  | Mossoró, Rio Grande do Norte           | |
| Vitória | 4-0    | Diego Tubarao          | Finalização (chave de braço)         | NFVT - Nordeste Fight Vale Tudo 4       | 05/07/2008 | 1     | 2:50  | Mossoró, Rio Grande do Norte           | |
| Vitória | 3-0    | José Maria Tomé        | Finalização (chave de braço)         | Arena Fight - Limoeiro 4                | 09/01/2008 | 1     | 0:39  | Limoeiro do Norte, Ceará               | |
| Vitória | 2-0    | Rodrigo Barbosa        | Finalização (triângulo)              | MZI - Fight 3                           | 21/06/2007 | 2     | 1:49  | Caicó, Rio Grande do Norte             | |
| Vitória | 1-0    | Gilson Gilson          | Finalização (chave de braço)         | NMFVT - Nordeste Mega Fight Vale Tudo 2 | 04/05/2006 | 2     | 1:50  | Mossoró, Rio Grande do Norte           | Estreia no MMA.                                                                                                  |